# Ibycter
Ibycter is een geslacht van vogels uit de familie caracara's en valken (Falconidae).

## Soorten
Het geslacht kent de volgende soort:
- Ibycter americanus – Roodkeelcaracara